# Stilbella clavulata
Stilbella clavulata är en svampart som beskrevs av Overeem & D. Overeem 1922. Stilbella clavulata ingår i släktet Stilbella, ordningen köttkärnsvampar, klassen Sordariomycetes, divisionen sporsäcksvampar och riket svampar.   Inga underarter finns listade i Catalogue of Life.